# 秩父宮フレンドシップマッチ
秩父宮フレンドシップマッチ（ちちぶのみやフレンドシップマッチ、英語: Prince Chichibu Memorial friendship match）は、かつて日本ラグビーフットボール協会の主催で秩父宮ラグビー場にて開催されたジャパンラグビートップリーグのチームとスーパーラグビーのチームが戦った試合である。

## 概要
秩父宮みなとラグビーまつりのメインイベントとして行われていた。なお通常のトップリーグの公式戦とは異なり、選手交代は自由で一度交代した選手がまた出場することは出来る。

## 略歴
2017年4月22日、秩父宮みなとラグビーまつりの最終日となる同年6月11日に昨年度トップリーグ覇者サントリーサンゴリアスとワラターズが対戦することが決まった。
2018年4月5日、新たに2チームが参加して同年6月17日、2試合開催することが決まった。なおスーパーラグビーに参戦する2チームの試合を1日で観戦できるのは初めての試みである。

## 参加チーム
トップリーグ
| 国   | チーム                 | 創設年 | 参加年     | 本拠地         | 優勝回数 |
| ---- | ---------------------- | ------ | ---------- | -------------- | -------- |
| 日本 | サントリーサンゴリアス | 1980   | 2017・2018 | 東京都府中市   | 4回      |
| 日本 | NECグリーンロケッツ    | 1985   | 2018       | 千葉県我孫子市 | 1回      |

スーパーラグビー
| 国             | チーム       | 創設年 | 参加年     | 本拠地                           | 優勝回数 |
| -------------- | ------------ | ------ | ---------- | -------------------------------- | -------- |
| オーストラリア | ワラターズ   | 1996   | 2017・2018 | ニューサウスウェールズ州シドニー | 1回      |
| オーストラリア | ブランビーズ | 1996   | 2018       | 首都特別地域キャンベラ           | 2回      |

## 試合結果
| 回 | 年度 | 月日    | キックオフ時刻 | 勝                  | 得点 | 敗           | 得点 | 観客数 |
| -- | ---- | ------- | -------------- | ------------------- | ---- | ------------ | ---- | ------ |
| 1  | 2017 | 6月11日 | 13:30          | ワラターズ          | 21   | サントリー   | 19   | 9,848  |
| 2  | 2018 | 6月17日 | 11:00          | NECグリーンロケッツ | 29   | ワラターズ   | 26   | 7,463  |
| 2  | 2018 | 6月17日 | 14:00          | サントリー          | 28   | ブランビーズ | 26   | 11,502 |

## 通算成績
| 国             | チーム                 | 勝利 | 敗北 | 引分 |
| -------------- | ---------------------- | ---- | ---- | ---- |
| 日本           | NECグリーンロケッツ    | 1    | 0    | 0    |
| オーストラリア | ワラターズ             | 1    | 1    | 0    |
| 日本           | サントリーサンゴリアス | 1    | 1    | 0    |
| オーストラリア | ブランビーズ           | 0    | 1    | 0    |

## 放送
2017年はJ SPORTSオンデマンドで録画放送。2018年はJ:COMで生中継されて、J SPORTSオンデマンドで録画放送された。